# Spencer Dryden
Spencer Dryden (Nova Iorque, 7 de abril de 1938 – Penngrove, 11 de janeiro de 2005) foi um músico dos Estados Unidos conhecido por ter sido baterista da banda de rock Jefferson Airplane.

## Biografia
Dryden nasceu em Nova Iorque filho de Alice Chapel e Wheeler Dryden, um meio irmão de Charlie Chaplin. Escondeu tal parentesco da mídia e da própria banda por muitos anos, por não querer ser reconhecido apenas como sobrinho do criador de Carlitos, mas por seus próprios méritos.
Mudou-se para Los Angeles ainda na infância, quando seu pai passou a trabalhar como diretor assistente de Chaplin. Seu pai era fã de jazz, e o levava aos clubes da região durante a década de 1950, o que inspirou suas ambições musicais.
Entre meados de 1966 e 1970, Dryden foi recrutado para substituir Skip Spence como baterista da banda de rock psicodélico Jefferson Airplane. Anteriormente no jazz, junto com o baixista Jack Casady aprimorou o lado rítmico da banda. Uma das características da banda em apresentações ao vivo eram as improvisações. Durante essa época, ele teve um caso com Grace Slick, vocalista do Airplane.
Presente no álbum Crown of Creation (1968), a canção "Lather" foi escrita por Grace na ocasião do trigésimo aniversário de Dryden. O músico deixou a banda em fevereiro de 1970, motivado em parte pelo acontecimento notório do Altamont Festival em dezembro do ano interior, envolvendo o vocalista Marty Balin e um grupo dos Hells Angels, e resultando na morte do adolescente Meredith Hunter em um incidente conhecido como Gimme Shelter.
Apesar de ter deixado a música por um curto período, retornou na bateria como membro da banda derivada do Grateful Dead, The New Riders of the Purple Sage. Permanecendo entre 1972 e 1977, chegou a tornar-se empresário do grupo. Após deixar a banda, reuniu-se com o The Dinosaurs e a banda de Barry Melton antes de aposentar-se em 1995. Spencer não participou da reunião de 1989 do Jefferson Airplane, mas em 1996 foi incluído no Hall da Fama do Rock and Roll junto com o resto dos integrantes da banda.
Passou por algumas cirurgias em seus últimos anos de vida, inclusive uma cardíaca. Em 2004, diversos músicos liderados por Bob Weir (Grateful Dead) e Warren Haynes (Gov't Mule e The Allman Brothers Band) arrecadaram cerca de 36 mil dólares americanos para ajudar nas despesas médicas do músico. Entretanto, Spencer faleceu de câncer de cólon em Peengrove, em 11 de janeiro de 2005.